# Meigenia fuscisquama
Meigenia fuscisquama là một loài ruồi trong họ Tachinidae.